# Roger Espinoza
Roger Espinoza Ramirez (Puerto Cortés, 25 ottobre 1986) è un ex calciatore honduregno, di ruolo centrocampista.

## Caratteristiche tecniche
Centrocampista difensivo dotato di ottima visione di gioco, rapidità e sa usare entrambi i piedi con disinvoltura. All'occorrenza può giocare come trequartista dietro le punte. Ha una discreta conclusione dalla distanza.

## Carriera

### Sporting Kansas City
Nel 2008 viene selezionato dal Sporting KC attraverso l'annuale MLS SuperDraft, in cui le squadre ampliano le proprie rose scegliendo tra i vari college americani. Diventa subito uno dei giocatori cardine della squadra trascinandola nel 2012 alla vittoria della Lamar Hunt U.S. Open Cup.

### Wigan
Le buone prestazioni dell'honduregno gli valgono la chiamata del Wigan. Esordisce con i bianco-blu il 19 gennaio nella sconfitta per 2-3 contro il Sunderland. Segna il suo primo gol il 7 maggio contro lo Swansea City. Quattro giorni dopo vince la FA Cup contro il Manchester City. Alle buone prestazioni in coppa fanno da contro le continue delusioni in campionato, che condannano il Wigan alla retrocessione in Football League Championship.

### Il ritorno allo Sporting KC
Dopo aver lasciato il Wigan a fine contratto, Espinoza torna allo Sporting KC per l'inizio della stagione 2015 della MLS.

## Palmarès

### Club

#### Competizioni nazionali
- Lamar Hunt U.S. Open Cup: 2

Sporting Kansas City: 2012, 2017
- Coppa d'Inghilterra: 1

Wigan: 2012-2013